# Mošovce
Mošovce su mjesto u Slovačkoj, u okrugu Turčianske Teplice. Imaju 1351 stanovnika (2023.).

## Povijest
Mnoge očuvane povijesne zgrade svjedoče o 770 godina postojanja. Mjesto se prvi put spominje u spisu o donaciji kralja Andrije II. Mošovce su nastale od dva naselja: prvo, Machyuch, smješteno je na području današnjeg mjesta Starý Rad, dok je drugo, Terra Moys, po kojem je selo dobilo sadašnje ime, bilo smješteno na prostoru današnjeg Vidrmocha. Ime drugog naselja koje u prijevodu znači Mojsova zemlja daje dojam da je cijelo selo jednom pripadalo dotičnom g. Mojšu, čije je ime možda bilo skraćeno slavensko ime Mojtech, slično imenima Vojtech ili Mojmir. Kroz povijest ime sela je prošlo kroz mnoge promjene od Mossovych, Mosocz, Mossowecz, villa regia Mayos alio nomine Mossovych, oppidioum Mayus sue Mosocz, Mosocz olim Mayus do današnjeg Mošovce. Ime odvojenog starog dijela Mošovce, prijašnja nastamba Chornukov, očuvano je u suvremenom obliku Čerňakov.
Mošovce se u početku razvijaju kao kraljevski slobodni grad, a od sredine 14. stoljeća kao privilegirani grad pod vlašću kraljevskog dvorca Blatnica. 1527. g. dolaze u ruke obitelji Revay, koja je privilegije grada vratila gotovo 400 godina unazad.
U prošlosti, Mošovce su bile značajan zanatski centar Turiec regije. Zanati su doživjeli iznenađujući procvat, 15 obrtnika je bilo aktivno u gradu: postolar i slavni krznar su se održali najduže. Današnje Mošovce se mogu okarakterizirati kao važno turističko središte s mnogim znamenitostima.

## Znamenitosti
Jedno od najznačajnijih spomenika je rokoko-klasicistički dvorac iz 2. polovine 18. stoljeća sa širokim engleskim parkom. Ostale znamenitosti u gradu uključuju: rodnu kuću Jana Kollara, neogotičku katoličku crkvu s dragocjenim oltarom koja je sagrađena na mjestu svojih slavnih prethodnika, luteranska crkva izgrađena 1784. godine, mauzolej u kojem je danas Muzej zanata, art nouveau staklenik i paviljon iz 1800. godine.

## Priroda
Okolina Mošovca je zaista jedinstvena. Kompleks povjesnih avenija prepunih drveća i šumaraka, čini estetski i impresivni krajolik, koji se nadovezuje na šumoviti kraj planina Velikih Fatra. Ova planina se ubraja u najatraktvnije u Slovačkoj. Vapnenci i dolomiti fantastičnih oblika kao i prekrasna priroda u blizini Blatnička i Gaderska dolina privlače ljude iz svih dijelova svijeta.

## Kultura i tradicija
Mošovce su dale mnoge važne ličnosti. Najvažniji su bili Frico Kafenda (1883. – 1963.), skladatelj; Anna Lacková-Zora (1899. – 1988.), spisateljica; Štefan Krčméry (1892. – 1955.), književni kritičar, povjesničar i pjesnik, Júr Tesák Mošovský, barokni dramaturg i Miloslav Schmidt, osnivač amaterske vatrogasne brigade u Slovačkoj.
Međutim, vjerojatno najvažnija osoba rođena u Mošovcima je veliki slavenski pjesnik, filozof i luteranski propovjednik Ján Kollár (1793. – 1852.) koji je sa svojom pjesničkom zbirkom Slávy Dcera imao značajan utjecaj na književnost najmanje dvije nacije. Njegovo se djelo smatra osnovom i poticajem suvremenih patriota i nacionalnih aktivista. Prevedeno je na različite slavenske, ali i neslavenske jezike.

## Stanovništvo
| Godina:     | 1993. | 2003.   | 2013.   | 2023.   |
| ----------- | ----- | ------- | ------- | ------- |
| Broj ljudi: | 1337  | 1373    | 1315    | 1351    |
| Razlika:    |       | +2,69 % | -4,22 % | +2,73 % |

| Godina:     | 2022. | 2023.   |
| ----------- | ----- | ------- |
| Broj ljudi: | 1355  | 1351    |
| Razlika:    |       | -0,29 % |

Prema popisu stanovništva iz 2023. godine naselje je imalo 1351 stanovnika.

## Dodatni linkovi
- www.mosovce.sk
- Brošura  Arhivirana inačica izvorne stranice od 28. rujna 2007. (Wayback Machine)
- Informacije o Mošovcih  Arhivirana inačica izvorne stranice od 11. veljače 2007. (Wayback Machine)
- Drienok  Arhivirana inačica izvorne stranice od 28. listopada 2008. (Wayback Machine)

## Galerija
- Rokoko-klasicisticki dvorac u Mošovcih
- Luteranska crkva u Mošovcih
- Katolicka crkva u Mošovcih
- Neogoticka kapela, poslije mauzolej, sad muzej u Mošovcih
- Grb Mošovec
- Zastavica Mošovec
- Mošovce

1. ↑  Počet obyvateľov podľa pohlavia - obce (ročne) [om7101rr_obce=AREAS_SK]. Statistical Office of the Slovak Republic. 28. ožujka 2024. Pristupljeno 8. veljače 2025.
2. 1 2  Počet obyvateľov podľa pohlavia - obce (ročne) [om7101rr_obce=AREAS_SK]. Statistical Office of the Slovak Republic. 28. ožujka 2024. Pristupljeno 8. veljače 2025.
3. ↑  Počet obyvateľov podľa pohlavia - obce (ročne) [om7101rr_obce=AREAS_SK]. Statistical Office of the Slovak Republic. 28. ožujka 2024. Pristupljeno 8. veljače 2025.